# 德化鳞毛蕨
德化鳞毛蕨（学名：Dryopteris dehuaensis），为鳞毛蕨科鳞毛蕨属下的一个植物种。